# HGÜ Troll
Die HGÜ Troll ist eine Hochspannungs-Gleichstrom-Übertragung zwischen der norwegischen Gasaufbereitungsanlage Kollsnes und der Bohrinsel Sea Troll der Equinor. Es ist die erste Anwendung, bei der eine Offshore-Bohrplattform von Land mit einer HGÜ-Übertragung versorgt wird.

## Troll A 1&2
Die Anlage wurde von Asea Brown Boveri (ABB) errichtet. Zum Einsatz kam, wie erstmals bei der HGÜ Visby-Näs 1999 HVDC Visby–Näs, die dual-bipolare Variante HVDC Light der ABB, mit wassergekühlten IGBTs (2,5 kV/500 A) als steuerndem elektronischen Element. Der Errichtungsvertrag kam 2002 zustande. Bereits 2004 konnte die Installation abgeschlossen werden, und im Februar 2005 waren die elektrischen Tests beendet. Vollständig betriebsbereit ist der Gesamtkomplex seit dem 1. Oktober 2005.
Die Übertragung hat eine Länge von 70 km. Bei ±60 kV Betriebsspannung wird eine elektrische Leistung von 88 MW übertragen. Als Übertragungsmedium wird ein dreifach extrudiertes Polymer-Seekabel eingesetzt, das bis 150 kV spannungsfest ist und einen Querschnitt von 300 mm² hat. Die maximale Verlegetiefe liegt bei 350 m. Die Einspeisung in Kollsnes erfolgt durch Transformatoren von je 56 MVA mit einem statischen Gleichrichter. Die Speisespannung beträgt 132 kV und die Entnahmespannung auf der Bohrinsel 56 kV. Die Anlage wird zur Energieversorgung von zwei Erdgasverdichtern, die von Höchstspannungs-Synchronmotoren von 56 kV Betriebsspannung und einer Leistung von 44 MW angetrieben werden, auf der Bohrinsel eingesetzt. Dabei kann auf einen Transformator auf der Bohrinsel verzichtet werden.

## Troll A 3&4
Im Jahr 2015 wurde eine weitere HGÜ (Troll A 3&4) mit einer Übertragungsleistung von 100 MW und einer Betriebsspannung von 66 kV in Betrieb genommen. Diese Erweiterung war nötig geworden, um den Energiebedarf von zwei zusätzlichen Erdgasverdichtern mit einer Nennleistung von je 50 MW zu decken, die zeitgleich mit dem Projekt in Betrieb genommen wurden. Für die Erweiterung wurde das gleiche Konzept wie für Troll A 1&2 verwendet, so kann weiterhin auf Transformatoren auf der Bohrinsel verzichtet werden.